# Gun Law
Pour l’article homonyme, voir Gun Law (film, 1933).
Pour plus de détails, voir Fiche technique et Distribution.
Gun Law est un court métrage muet américain de John Ford, sorti en 1919.

## Fiche technique
- Titre original : Gun Law
- Réalisation : John Ford
- Scénario : H. Tipton Steck
- Société de production et de distribution : The Universal Film Manufacturing Company
- Pays de production : États-Unis
- Langue originale : anglais
- Format : noir et blanc — 35 mm — 1,37:1 — Muet
- Genre : western
- Durée : 2 bobines
- Date de sortie :
  - États-Unis : 10 mai 1919
- Licence : domaine public

## Distribution
- Pete Morrison : Dick Allen
- Hoot Gibson : Bart Stevens / Smoke Gublen
- Helen Gibson : Letty
- Jack Woods : Cayuse Yates
- Otto Myers : membre du gang de Cayuse Yates
- Ed Jones : membre du gang de Cayuse Yates
- Harry Chambers : membre du gang de Cayuse Yates